# Gymnocalycium schickendantzii
Gymnocalycium schickendantzii ((F.A.C.Weber) Britton & Rose 1922; укр. Гімнокаліціум шикенданці, Гімнокаліціум Шикенданца) — кактус з роду гімнокаліціум (підрід Microsemineum).

## Етимологія

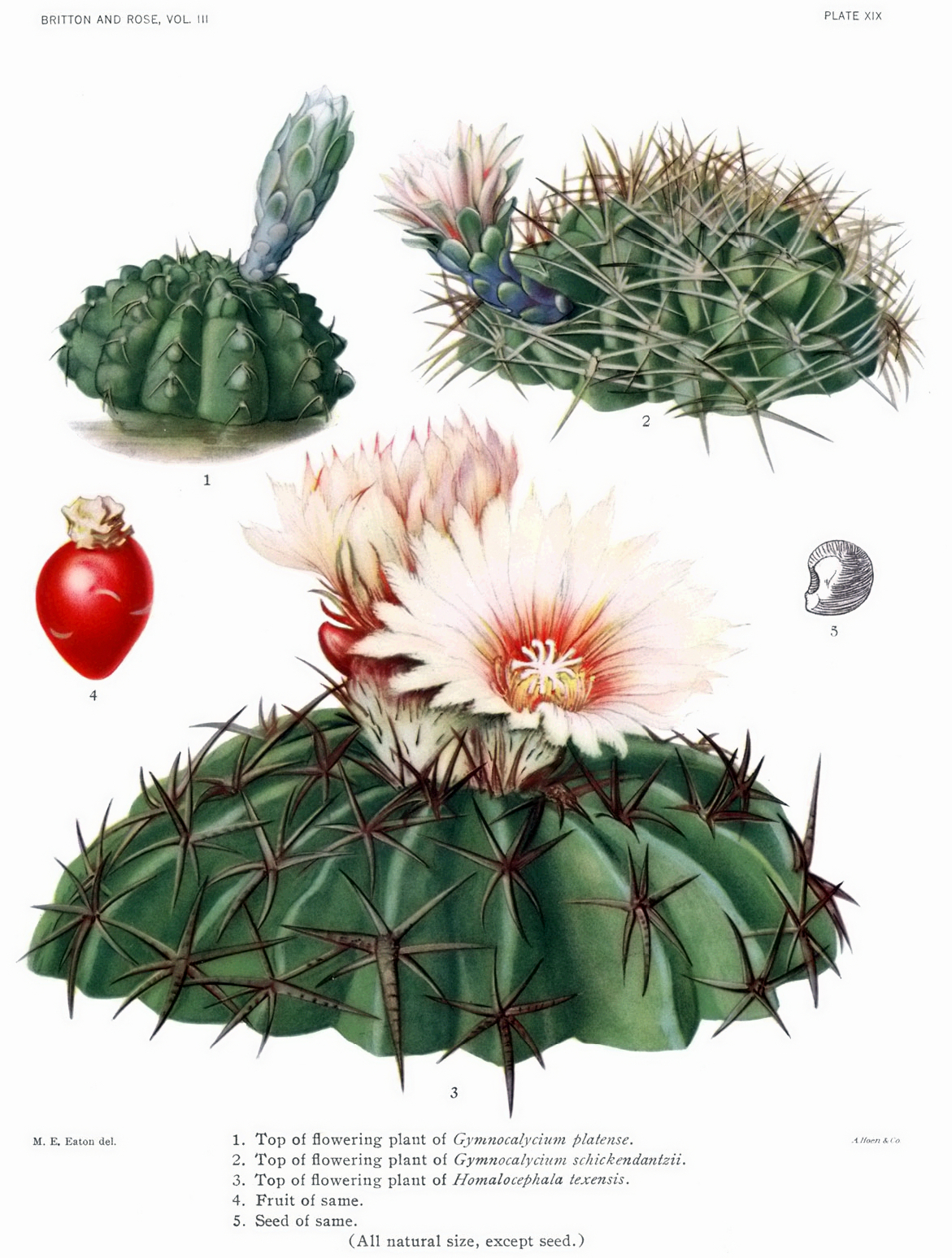
Ілюстрація Gymnocalycium schickendantzii у виданні Бріттона і Роуза «The Cactaceae» (1919–1923), том III, 1922

Видова назва schickendantzii (укр. Шикенданца) дана на честь Гейнріха Шикенданца — німецького викладача з Тукумана (Аргентина), видатного колекціонера кактусів, який знайшов в 1886 році першу пародію в горах провінції Тукуман.

## Загальна біоморфологічна характеристика
Рослини одиночні, кулясті, темно-оливкові, зелені, до коричнево-зелених, до 10 см в діаметрі. Ребер 7-14 косо розташовані, розділені на чітко окреслені горбки. Ареоли білі, повстисті. Колючок 6-7, розпластані, зігнуті до стебла або донизу, від червонувато-сірого до жовтувато-коричневого кольору, з віком сірішають, до 3 см завдовжки. Характерною є їх плоска форма і присутність жолобка у верхній частині. Квіти з довгими квітковими трубками, білі або червонуваті, зовнішня сторона пелюстків оливкова, до 5 см завдовжки і в діаметрі. Білі тичинкові нитки несуть яскраві жовті пиляки. Плоди, яйцеподібні, зелені із синюватим відтінком.

## Ареал
Цей вид є ендемічним в Аргентині, де він широко поширений в північно-західній частині країни, зустрічається у провінціях Катамарка, Кордова, Ла-Ріоха, Мендоса, Сальта, Сантьяго, Сан-Хуан, Сан-Луїс і Тукуман.

## Екологія
Мешкає на висоті від 100 до 1 200 м над рівнем моря. Росте в плоских, піщаних або мулистих місцях далеко від скель і крутих схилах, але часто в тіні чагарників.

## Охорона у природі
Gymnocalycium schickendantzii входить до Червоного списку Міжнародного Союзу Охорони Природи, стан — в найменшому ризику. Має досить широкий ареал, чисельність популяції стабільна. Серйозних загроз для цього виду наразі локалізовані. Потенційну загрозу становить сільськогосподарська діяльність.
Зустрічається в багатькох природоохоронних територіях.

## Підвиди
Джон Пілбім виділяє варитет Gymnocalycium schickendantzii var. delaetii (K.Schum.) Backeb.. Він має світло-зелений колір стебла, горбки розділені гострою поперечною борозною, червонуваті бутони, квіти більш рожеві, ніж у типового підвиду, особливо внутрішні пелюстки. На сайті «The Plant List» цей таксон зведений у ранг підвиду Gymnocalycium schickendantzii subsp. delaetii (K.Schum.) G.J.Charles.
Крім того, Пілбім відмічає, що Фріч і Баккеберг виділи наступні варитети:
- Gymnocalycium schickendantzii var. knebelii Frič ex Backeb. (наразі віднесений до Gymnocalycium marsoneri);
- Gymnocalycium schickendantzii var. marsoneri Frič ex Backeb. (наразі віднесений до Gymnocalycium marsoneri);
- Gymnocalycium schickendantzii var. michoga Frič ex Backeb. (наразі розглядається як одна з форм Gymnocalycium schickendantzii).

Едвард Андерсон таксонів нижчого рангу не виділяє.